# Marthe Gautier

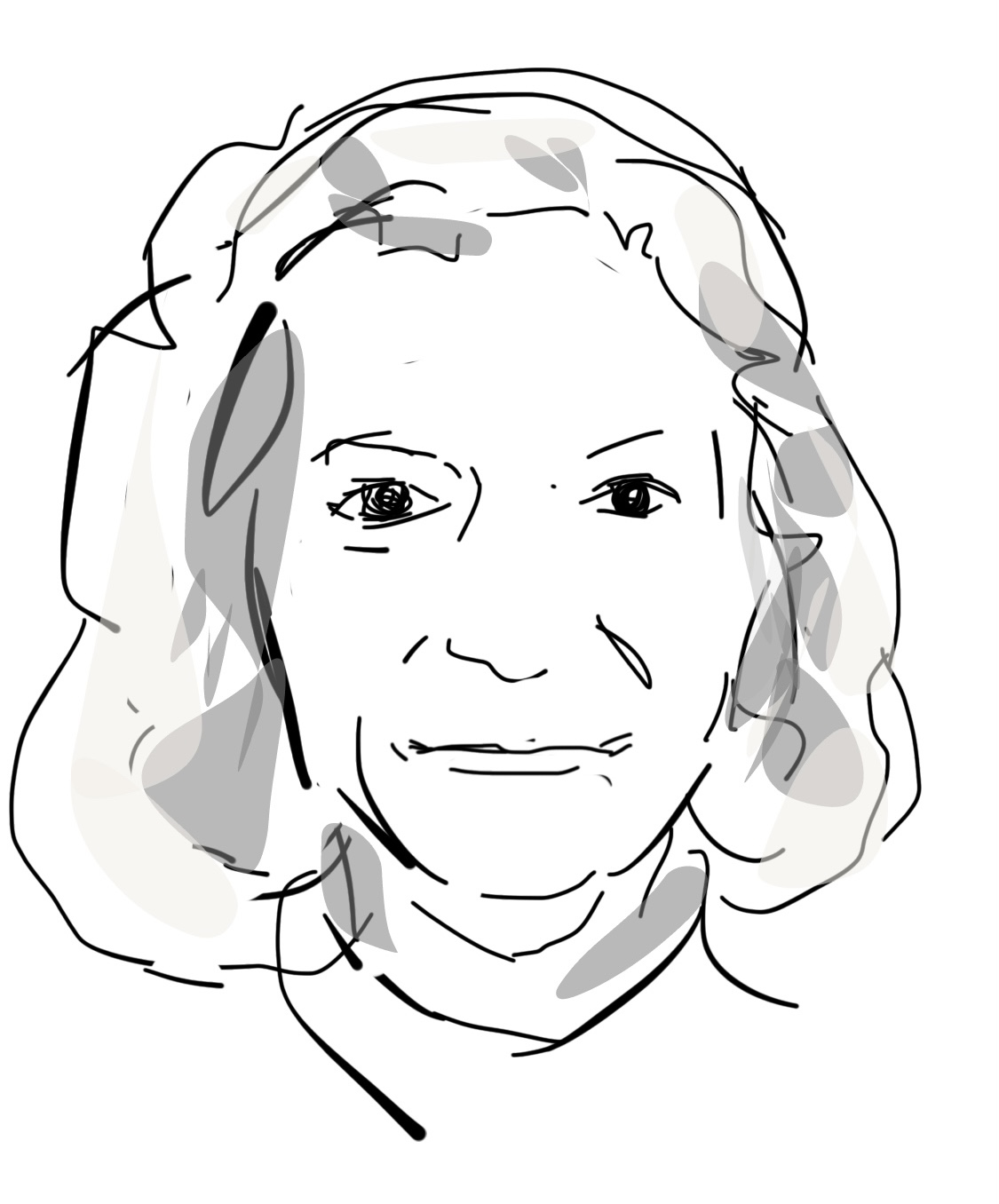
Marthe Gautier

Marthe Gautier (* 10. September 1925 in Montenils; † 30. April 2022) war eine französische Kinderärztin mit dem Spezialgebiet Kardio-Pädiatrie. Sie hatte wesentlichen Anteil an der Entdeckung der Ursache des Down-Syndroms in Zusammenarbeit mit Raymond Turpin und Jérôme Lejeune. In dem Artikel, in dem die Entdeckung bekanntgegeben wurde, wird Jérôme Lejeune als erster Autor genannt. Marthe Gautier focht diese Reihenfolge an und warf Jérôme Lejeune vor, sich die Entdeckung zu Unrecht zugeschrieben zu haben. Er habe verschwiegen, dass sie es war, die die Labor-Resultate erarbeitet hatte.

## Biografie

### Elternhaus
Marthe Gautier wurde am 10. September 1925 in Montenils, Département Seine-et-Marne, geboren, als fünftes von sieben Kindern.

### Ausbildung

#### Studium in Paris
Marthes Mutter strebte an, dass ihre Töchter studierten. Marthe Gautier selbst entdeckte früh ihre Berufung für die Kinderheilkunde. 1942 schloss sie sich ihrer Schwester Paulette an, die im Begriff war, ihr Medizinstudium in Paris abzuschließen. Der Tod der Schwester 1944 raubte ihr die Mentorin, doch sie setzte ihr Studium fort und bewarb sich beim Aufnahmewettbewerb des Internats der Pariser Kliniken. Sie gewann einen Studienplatz und studierte vier Jahre lang Kinderheilkunde. 1955 promovierte sie bei Robert Debré. Ihre Doktorarbeit ist eine klinische und anatomisch-pathologische Studie des rheumatischen Fiebers, das durch Streptokokken verursacht wird.
Robert Debré, der damals die Gesamtverantwortung für Kinderheilkunde in Frankreich trug, schlug sie für ein Stipendium an der Harvard University vor. Sie sollte dort ihre Kenntnisse der Kinder-Kardiologie vertiefen. Er verfolgte damit das Ziel, dass sie dazu beitrug,
- eine Behandlung des rheumatischen Fiebers mittels Penicillin zu entwickeln;
- die potentiell tödlichen rheumatischen Herzklappenstenosen mittels Cortison zu behandeln.

Ferner plante er den Aufbau eines Zentrums für Diagnose und Chirurgie angeborener Herzfehler bei Neugeborenen und Säuglingen.

#### Ein Jahr in Boston
Im September 1955 brach Marthe Gautier nach Boston auf, begleitet von den Fulbright-Stipendiaten Jean Alcardi und Jacques Couvreur. Die drei waren die ersten Studierenden an den Pariser Kliniken, die ein Stipendium für die Vereinigten Staaten erhielten. In Harvard setzte Marthe Gautier ihre Studien der angeborenen Herzfehler bei Alexander Nadas fort. Darüber hinaus arbeitete sie sich über Untersuchungen an Fibroblasten in die Arbeit mit Zellkulturen ein. Sie trat eine Halbzeitstelle als Technikerin in einem Labor für Zellkulturen an. Ausgehend von Aorten-Fragmenten, gewann sie Kulturen von Fibroblasten, an denen sie die Wirkung von Cholesterin bei Kindern und Erwachsenen untersuchte.

#### Zurück in Paris
Nach dem Jahr in Boston rechnete sie mit einer Anstellung in der Kinderkardiologie des Hôpital Bicêtre. In ihrer Abwesenheit wurde die Position jedoch mit einem Kollegen besetzt. So musste sie eine andere Stelle finden. Diese fand sie im Hôpital Trousseau bei Raymond Turpin. Im September 1956 nahm sie dort ihre Arbeit auf und widmete sich von nun an dem Thema, an dem Raymond Turpin und Jérôme Lejeune forschten: dem Down-Syndrom. Raymond Turpin verfocht schon damals die Hypothese, dass es durch eine Anomalie der Chromosomen verursacht werde. Damals gab es noch kein Labor für Zellkulturen in Frankreich, und die Zahl der menschlichen Chromosomen wurde auf 48 statt auf die heute bekannte Zahl 46 geschätzt.

### Entdeckung der Chromosomen-Anomalie als Ursache des Down-Syndroms

#### Das Laborexperiment
Joe Hin Tjio, Forscher am Institut für Genetik der Universität Lund, hatte 1956 gemeinsam mit Albert Levan, seinem Laborchef, seine Entdeckung publiziert, dass menschliche Zellen 46 Chromosomen enthalten. Als Raymond Turpin vom Kopenhagener Kongress für Humangenetik zurückkam, erzählte er davon in seinen Arbeitsgruppen. Er schlug vor, Zellkulturen zu züchten, um die Chromosomenzahl bei Down-Syndrom-Patienten zu zählen. Dank der Erfahrung, die sie in den Vereinigten Staaten erworben hatte, konnte Marthe Gautier vorschlagen, diese Aufgabe zu übernehmen. Raymond Turpin akzeptierte, und sie schuf das erste Labor für In-vitro-Zellkulturen in Frankreich.
Die benachbarte chirurgische Abteilung lieferte ihr Bindegewebe, das Kindern während geplanter Operationen entnommen worden war. Sie legte davon Kulturen an, und mit Hilfe zweier Technikerinnen gelang es ihr, die Fragmente zum Wachsen zu bringen und Zellen zu proliferieren. Um die Chromosomen zu zählen, wandte sie die Methode, mit der schon Joe Hin Tjio zum Erfolg gekommen war, in abgewandelter Form an:

« Ensuite, j’utilise – en l’adaptant – le principe du milieu hypotonique qui avait permis les résultats de Tjio et Levan, mais à base de sérum pour ne pas rompre la membrane cellulaire, enfin en laissant sécher les lames avant de les colorer. Jamais de squash, préconisé par certains.  Ainsi, mes plus belles préparations sont en prométaphase, sans rupture de la membrane cellulaire, ce qui permet un chiffre exact et de très beaux chromosomes allongés, faciles à apparier, non cassés. »

„Dann wandte ich – in Abwandlung – das Prinzip des hypotonischen Milieus an, mit dem Tijo und Levan zu ihren Ergebnissen gekommen waren, aber auf Grundlage von Serum, um die Zellmembran nicht zu zerreißen. Dann ließ ich die Objektträger trocknen, bevor ich sie färbte. Keinerlei Quetschen, wie von einigen empfohlen. So befinden sich meine schönsten Präparate in der Prometaphase, ohne Riss der Zellmembran, was eine genaue Zählung ermöglicht mit sehr schönen länglichen Chromosomen, leicht zu vergleichen und ohne Brüche.“

Mit dieser Methode zählte sie bei einem Jungen mit Down-Syndrom ein zusätzliches Chromosom. So wurde im Jahr 1958 erstmals bewiesen, dass das Down-Syndrom mit einer Anomalie des Chromosomensatzes zusammenhängt.

#### Veröffentlichung der Ergebnisse
Da das Labor im Hôpital Trousseau damals kein Mikroskop besaß, mit dem man Fotografien der Objektträger hätte anfertigen können, vertraute Marthe Gautier ihre Ergebnisse Jérôme Lejeune an. Dieser schlug ihr vor, in einem anderen, besser ausgestatteten Labor Aufnahmen zu machen. Im August 1958 lagen Fotos vor, die ein überzähliges Chromosom bei einem Patienten mit Down-Syndrom zeigten. Lejeune verkündete die Entdeckung der Trisomie 21 im Oktober 1958 bei einem Seminar an der kanadischen McGill University. Im Januar 1959, nach Untersuchung weiterer Fälle, publizierte das Labor die Analyse der Objektträger in den Comptes rendus de l'Académie des sciences. Als Autoren sind, in dieser Reihenfolge, Jérôme Lejeune, „Marthe Gauthier“ (sic, mit fehlerhaft geschriebenem Familiennamen) und Raymond Turpin genannt. Mit der raschen Veröffentlichung wollte man angelsächsischen Forscherinnen und Forschern zuvorkommen, namentlich Patricia Jacobs, die an ähnlichen Themen forschte.
Das Team von Raymond Turpin entdeckte die erste chromosomale Translokation und die erste Deletion. In den Publikationen dazu erscheint Marthe Gautier als Co-Autorin.

#### Zuschreibung der Entdeckung
1960 wurde in Denver für das Down-Syndrom die Bezeichnung Trisomie 21 erfunden. Die Entdeckung, dass es sich um eine chromosomale Anomalie handelt, wurde Jérome Lejeune zugeschrieben. Marthe Gautier schrieb dazu:

« Je suis blessée et soupçonne des manipulations, j'ai le sentiment d'être la ‹ découvreuse oubliée › »

„Ich bin verletzt und vermute Manipulationen, ich habe das Gefühl, die ‚vergessene Entdeckerin‘ zu sein“

Sie sei herausgedrängt worden, und Jérôme Lejeune habe die Entdeckung zu Unrecht für sich in Anspruch genommen:

« Trop jeune, je ne connais pas les règles du jeu. Tenue à l’écart, je ne sais pourquoi l’on ne publie pas tout de suite. Je n’ai compris que plus tard que J.L., inquiet et n’ayant pas l’expérience des cultures, craignait un artéfact qui aurait brisé sa carrière – jusque-là assez peu brillante – mais qui, si les résultats étaient avérés, s’annonçait soudain géniale. (…) Désormais, J.L. va se présenter comme le découvreur de la trisomie 21. »

„Jung wie ich war, kannte ich die Spielregeln nicht. Ich war herausgedrängt, verstand nicht, warum man nicht sofort veröffentlichte. Erst später verstand ich, dass J.L., in Sorge und ohne Erfahrung mit (Gewebe-)Kulturen, ein Artefakt fürchtete, das seine – bis dahin wenig glanzvolle – Karriere zerstört hätte. Aber wenn die Resultate verifiziert würden, könnte er sich mit einem Schlag als Genie darstellen. (...) Von nun an präsentierte J.L. sich als Entdecker der Trisomie 21.“

### Weitere Laufbahn
Überzeugt, dass man sie verraten habe, entschied sich Marthe Gautier, ihre Forschungen zur Trisomie 21 aufzugeben und sich wieder kindlichen Herz-Kreislauf-Erkrankungen zu widmen. Auf Anregung von Daniel Alagille, Direktor der Forschungsabteilung Hepatologie am Institut national de la santé et de la recherche médicale (INSERM), gründete sie 1966 am Hôpital du Kremlin-Bicêtre das Département d’anatomo-pathologie des maladies hépatiques de l’enfant und wurde dessen Direktorin. Ein Jahr später wurde sie Maître de recherche am INSERM, danach dort Direktorin. Zudem wurde sie als Mitglied in die Expertenkommission Métabolismes inorganiques, physiologie et pathologie hépatiques et digestives berufen.
Nach ihrer Pensionierung widmete sich Marthe Gautier der Malerei und der Botanik.

## Jüngere Entwicklung
Am 31. Januar 2014 sollte Marthe Gautier bei der Tagung über medizinische Genetik und Humangenetik in Bordeaux einen Vortrag mit dem Titel Découverte de la trisomie 21 halten. Für ihre Arbeit sollte sie den Grand Prix de la Société française de génétique humaine erhalten. Die Stiftung und die Familie von Jérôme Lejeune erwirkten die Genehmigung des Tribunal de Grande Instance von Bordeaux, ihre Rede von einem Gerichtsschreiber aufzeichnen zu lassen. Daraufhin, und nachdem sie das Redemanuskript gelesen hatten, beschlossen die Organisatoren der Tagung, Marthe Gautiers Vortrag zu stornieren. Ihr Preis, eine Medaille mit drei Ähren, wurde ihr in einer gesonderten Zeremonie überreicht, ohne dass die geplante Rede stattfand.
Letztlich schadete die Stiftung Lejeune mit dieser Intervention jedoch ihrem eigenen Ruf.
Das Ethik-Komitee des INSERM veröffentlichte im Juli 2014 eine Stellungnahme zu den internationalen Konventionen bezüglich wissenschaftlicher Publikationen. Zur Affäre um die Entdeckung der Trisomie 21 ist dort festgehalten:

« L’approche technique est une condition nécessaire à la découverte – rôle clé de Marthe Gautier ; mais bien souvent il faut la prolonger pour en faire émerger la reconnaissance – contribution première de Raymond Turpin et par la suite de Jérôme Lejeune. La découverte de la trisomie n’ayant pu être faite sans les contributions essentielles de Raymond Turpin et Marthe Gautier il est regrettable que leurs noms n’aient pas été systématiquement associés à cette découverte tant dans la communication que dans l’attribution de divers honneurs. »

„Der technische Ansatz ist eine notwendige Voraussetzung für die Entdeckung – die entscheidende Rolle von Marthe Gautier; aber oft muss er erweitert werden, um ihre Bedeutung aufzuzeigen – der Beitrag von Raymond Turpin und später von Jérôme Lejeune. Da die Entdeckung der Trisomie ohne die wesentlichen Beiträge von Raymond Turpin und Marthe Gautier nicht möglich war, ist es bedauerlich, dass ihre Namen weder in der Kommunikation noch bei der Verleihung verschiedener Ehrungen systematisch mit dieser Entdeckung in Verbindung gebracht wurden.“

## Ehrungen
Die Auszeichnung als Offizier der Ehrenlegion, verliehen per Dekret vom April 2014, lehnte sie zunächst ab, akzeptierte sie aber schließlich

« ... par indignation à l'égard de l'impudence de la Fondation Lejeune. »

„... in Empörung über die Unverschämtheit der Stiftung Lejeune.“

Im August 2015 wurde an ihrem Heimatort Montenils eine Gedenktafel zu ihren Ehren enthüllt.
Per Dekret vom November 2018 wurde ihr der Ordre national du Mérite im Rang des Kommandeurs verliehen.
Im August 2025 wurde ein Asteroid nach ihr benannt: (212121) Marthegautier.